# Charles Desaux
Charles Desaux est un homme politique français né le 27 mars 1797 à Bar-le-Duc (Meuse) et décédé le 22 janvier 1882 à Mussey (Meuse).
Fils de Joseph Desaux, député de la Meuse sous la Restauration, il est avoué et avocat pendant 30 ans. Il est député de la Meuse en 1848, siégeant à gauche, avec les républicains modérés. Il démissionne en décembre 1848.

## Sources
- « Charles Desaux », dans Adolphe Robert et Gaston Cougny, Dictionnaire des parlementaires français, Edgar Bourloton, 1889-1891 [détail de l’édition]